# Chapada da Natividade
Chapada da Natividade là một đô thị thuộc bang Tocantins, Brasil. Đô thị này có diện tích 1671,256 km², dân số năm 2007 là 3680 người, mật độ 2,2 người/km².